# ハーロウ&ウィールドストーン鉄道事故
ハーロウ&ウィールドストーン鉄道事故（ハーロウ&ウィールドストーンてつどうじこ、英:Harrow and Wealdstone rail crash）は、1952年10月8日午前8時19分にイギリス・イングランドのウェスト・コースト本線ハーロウ&ウィールドストーン駅で発生した列車多重衝突事故である。駅に停車中の上り普通列車に後続の上り夜行列車が停止信号を冒進して追突し下り線を支障、そこへ下り急行列車が高速で進入し衝突した。これにより112名が死亡、340名が負傷するという大惨事となり、イギリス国内では1915年に発生したキンティンスヒル鉄道事故（死者226名）に次いで2番目に死者の多い鉄道事故となっている。この事故を契機として、自動列車警報装置 (AWS) がイギリス国鉄で普及していった。

## 事故

### 背景

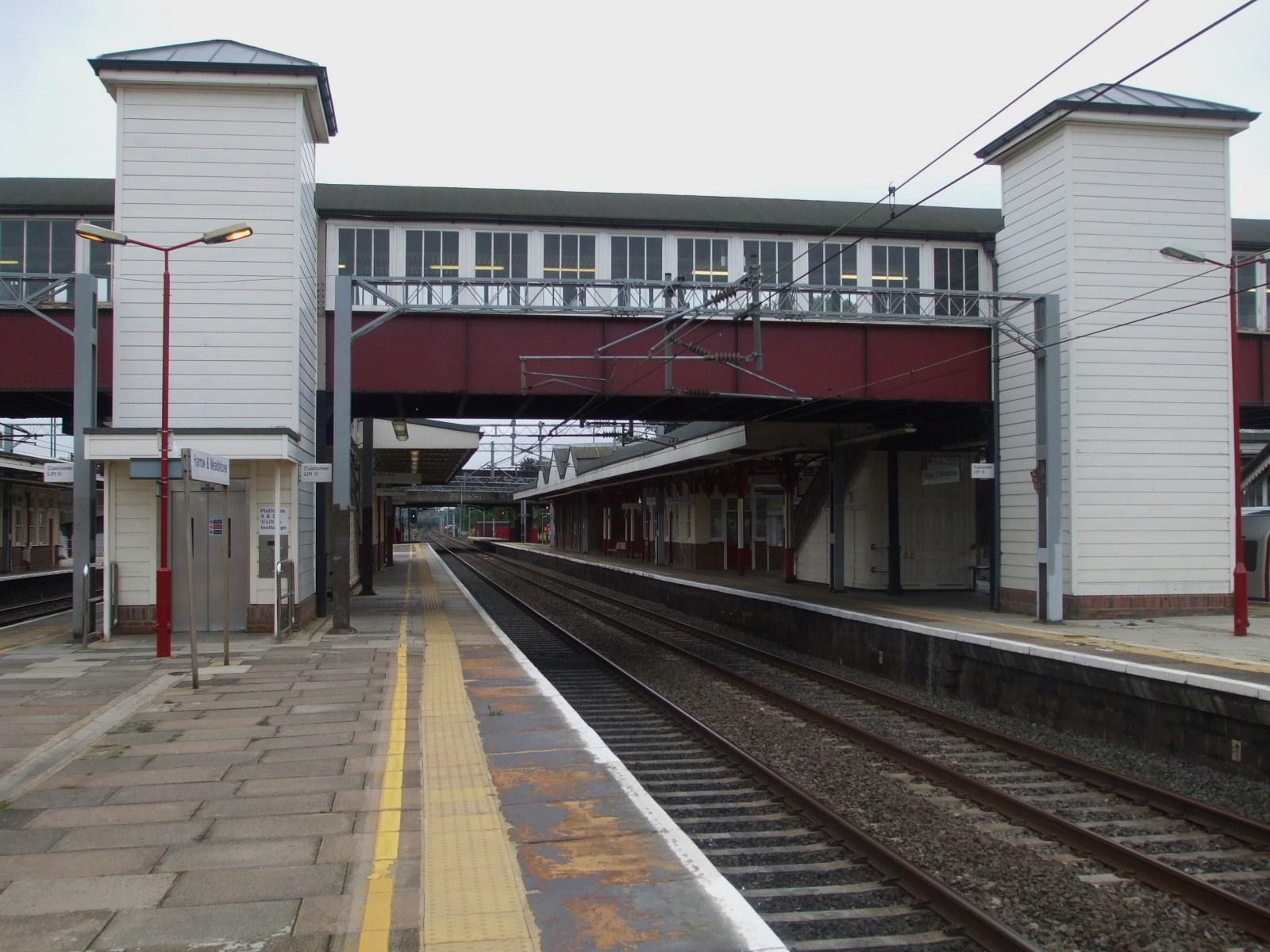
事故現場のウェスト・コースト本線3・4番線。2008年撮影

ハーロウ&ウィールドストーン駅はワットフォード直流線上下線 (1・2番線)、ウェスト・コースト本線上下急行線 (3・4番線)、同上下緩行線 (5・6番線) を持つ4面6線の駅である。なお、ロンドン都心のユーストン駅方面（南行）が上り、ワットフォード及びバーミンガム方面（北行）が下りとなる。
事故には以下の3列車が関与した。
1. トリング駅（英語版）午前7時31分発ユーストン駅行き上り普通列車（LMS 2-6-4T蒸気機関車 (No. 42389) 牽引10両編成、乗客約800名）- 上り緩行線を濃霧の為約7分遅れで走行中
2. パース駅（英語版）午後8時15分発ユーストン駅行き上り夜行急行列車（LMSコロネーション級蒸気機関車 (No. 46242, City of Glasgow) 牽引12両編成、乗客85名）- 上り急行線を濃霧の為約80分遅れで走行中[4]
3. ユーストン駅午前8時発リヴァプール・ライム・ストリート駅行き下り急行列車（LMSジュビリー級蒸気機関車 (No. 45637, Windward Islands)、LMSプリンセス・ロイヤル級蒸気機関車（英語版） (No.46202, Princess Anne) による重連運転の15両編成、乗客約200名）- 下り急行線を走行中[5]

### 衝突
1952年10月8日午前8時17分頃、上り普通列車が濃霧の為7分遅れでハーロウ&ウィールドストーン駅4番線に到着した。この列車の後続のトリング発ユーストン行き上り普通列車が運転を取り止めた為、普段より混雑しており約800名の乗客が乗車していた。この列車は所定通りトリング駅からは緩行線を走行し、ハーロウ&ウィールドストーン駅手前で急行線に転線して緩行線を回送列車の通過の為に開けていた。午前8時19分、普通列車の車掌が後部2両のドアを確認し緩急車へ戻った時、上り夜行急行列車が普通列車に50–60マイル毎時 (80–100 km/h) の速度で追突した。夜行急行列車は注意信号を現示していた色灯式信号機と停止信号を現示していた腕木式信号機2つを冒進し、まだ普通列車の到着時の状態で緩行線から急行線への分岐側へ開通していた分岐器を背向から割り出した。追突により、普通列車全体が20ヤード (18 m) 前方へ押し出され、後部3両の車両はテレスコーピング現象が発生して1両強の長さにまで押し潰された。

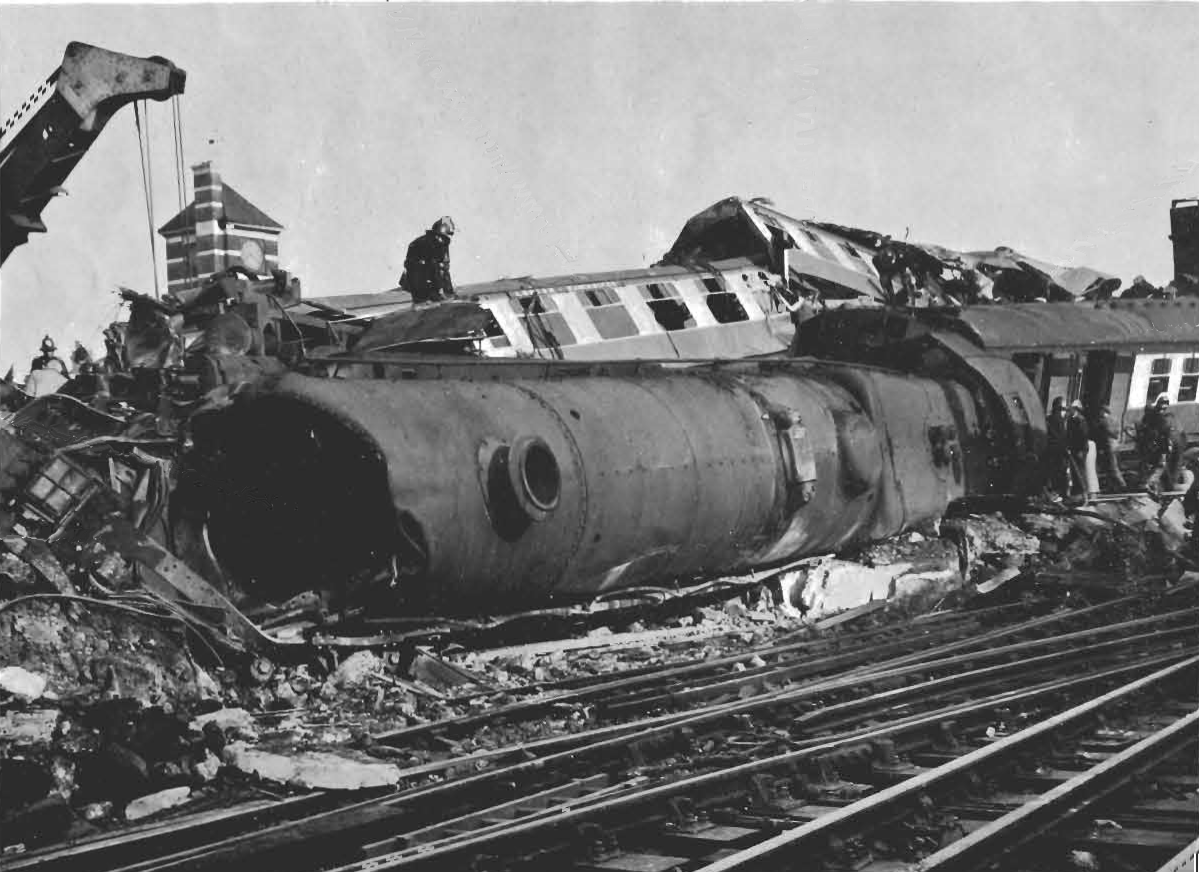
事故で横転した下り急行列車のLMSプリンセス・ロイヤル級蒸気機関車 (No.46202, Princess Anne)

この追突による車両の残骸は隣接する下り急行線にまで広がりこれを支障した。夜行急行列車の追突から数秒後、下り急行列車が速度60マイル毎時 (100 km/h) で駅に進入してきた。急行列車の先頭の機関車は脱線した夜行急行列車の機関車に衝突して脱線した。急行列車の2両の機関車は左へ脱線してホームを斜めに横切り、ワットフォード直流線の1・2番線へ突入した。ワットフォード直流線は事故車の残骸により信号電流が短絡した為自動的に信号機が停止現示となり、更なる衝突は回避された。急行列車の客車7両と食堂車は普通列車と夜行急行列車の残骸に衝突し、その上や周囲で静止した。また、これらの客車の一部は駅構内の跨線橋に衝突し、跨線橋の鋼材を引き裂いた。
衝突により客車13両、ボギー車2両、食堂車を含む16両の車両が大破又は重大な損傷を受けた。これらの内13両は長さ45ヤード (41 m)、幅18ヤード (16 m)、高さ6ヤード (5.5 m) の残骸の山と化した。また、夜行急行列車の牽引機関車は残骸の山に完全に埋もれていた。

## 事故後
最初の緊急サービスは午前8時22分に到着し、消防、救急、警察の活動は5マイル離れたRAFサウス・ライスリップ基地に拠点を置くアメリカ空軍の医師と医療ユニットによって支援された。こうして救助活動にあたった者の中には、"6番線の天使" (The Angel of Platform Six) として知られるようになったアフリカ系アメリカ人の看護師、アビー・スイートワインが含まれていた。このほか、救世軍やロイヤル・ボランタリー・サービス、地域住民による支援も行われた。負傷者を乗せた救急車は午前8時27分から午後12時15分までに出発し、負傷者のほとんどは病院に運ばれた。生存者の捜索は翌朝1時30分まで続けられた。

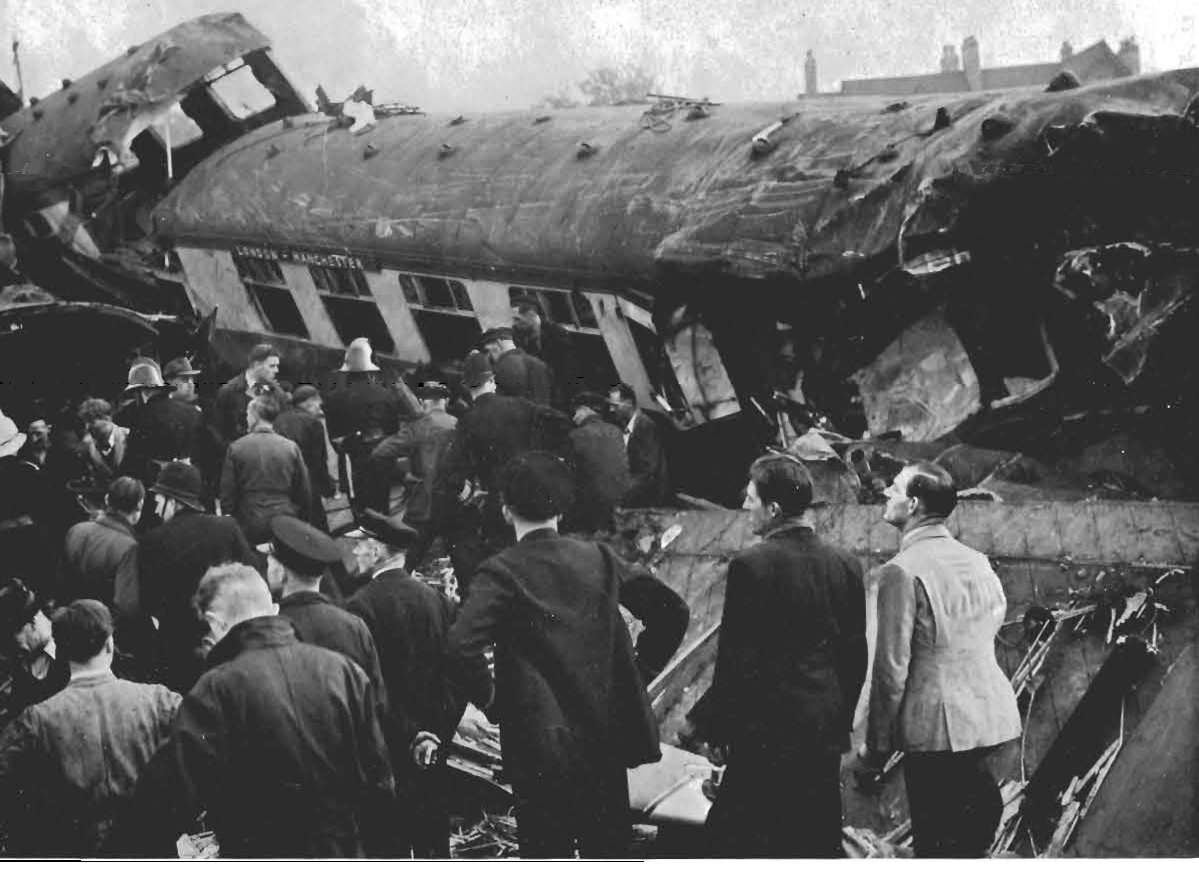
残骸の中から負傷者を救出する様子

事故直後より駅を通過する6本の線路は、被害を受けなかった上下緩行線を含めて全て列車の運行が停止された。緩行線は翌10月9日の午前5時32分に運転を再開、ワットフォード直流線は急行列車の残骸が撤去された後の10月11日午前4時30分に運転を再開した。10月12日午後8時、急行線が速度制限を設けたうえで運転を再開し、同日夜に仮設の跨線橋が開通した。

## 犠牲者
上り夜行急行列車の機関士と火夫、下り急行列車の前位機関車の機関士、乗客109名の計112名が死亡した。死者の内102名は現場で死亡し、10名は病院へ搬送された後死亡した。死亡した乗客109名の内、少なくとも64名が上り普通列車、23名が上り夜行急行列車、7名が下り急行列車の乗客であることが分かっている。残る14名はどの列車の乗客であったか不明で、その一部はホーム上で列車を待っている時に脱線した下り急行列車の機関車に轢かれた可能性も考えられている。また、その他に合計340名が負傷したと報告された。うち183名が駅でショックと軽傷の治療を受け、157名が病院に搬送され、うち88名が入院治療を要した。

## 事故調査
衝突に関するイギリス運輸省の報告書は、鉄道上級検査官であるGRSウィルソンによって纏められ1953年6月に発表された。報告書によると、上り普通列車は2つの腕木式場内信号機によって防護されている必要があった。上り急行線第一場内信号機はホーム後端より後方440ヤード (400 m)、第二場内信号機は後方190ヤード (170 m) 地点に建植されていた。また、第一場内信号機に従属する色灯式遠方信号機は第一場内信号機の外方1,474ヤード (1,348 m) 地点に建植されており、第一場内信号機が進行現示の場合は進行、停止現示の場合は注意を現示するようになっていた。遠方信号機から第一場内信号機までの距離は、この区間における最高速度の75マイル毎時 (120 km/h) で走行する列車の制動距離の限界であった。
事故後に行われた試験では信号機の故障は確認されず、上り夜行急行列車が遠方信号機を通過後に信号掛が進路を変更した可能性が否定された。夜行急行列車の機関士は遠方信号機の注意現示に従って速度を落とすことなく進行し、停止信号を現示していた第一・第二場内信号機を冒進した。全ての証拠は、夜行急行列車の機関士が最後の瞬間まで停止しようとしなかったことを示唆していた。夜行急行列車に乗っていた乗客は、衝突の数秒前に非常ブレーキが取り扱われたと証言した。
ウェスト・コースト本線のハーロウ&ウィールドストーン駅周辺の区間では、ラッシュ時には短距離普通列車が長距離急行列車よりも優先して運転されており、したがって80分遅れの夜行急行列車の機関士は自列車に対して不利な信号現示がなされることを予期することができたはずであった。機関士の"整然とした青年" (a methodical young man) は健康であり、信号の確認から意識を逸らす恐れのある医学的緊急事態又は機器の故障の兆候は確認されなかった。報告書は、隣接するワットフォード直流線の信号機の進行現示を上り急行線遠方信号機の現示と誤認した可能性、又は信号の視認性が低い位置の太陽（地平線から9度、線路の左17度）によって深刻に損なわれた可能性を排除した。
報告書では、ハーロウ&ウィールドストーン駅付近で濃霧が発生していたが、事故直前には視程が200–300ヤード (180–270 m) にまで改善していたことが目撃されており、上り急行線遠方信号機の信号現示の視程は50–100ヤード (46–91 m) と推定された。50マイル毎時 (80 km/h) で走行している列車からの遠方信号機の信号現示確認時間は4秒以内であった。
私はこれらの状況から、いずれにせよ機関士が濃霧の中において走行していた速度で運転台から遠方信号機の現示を確認することができた数秒の間に、説明のつかない理由で信号機への注意が逸れたに違いないということを示唆することしかできない。このように遠方信号機を見落としたために、彼は1駅手前のヘッドストーン・レーン駅（ウェスト・コースト本線にはホームが無い）を超えて前進し続けてなお、2駅前のハッチ・エンド駅からの走行距離を過少に評価し、停止現示の腕木式場内信号機でなく既に見落とした色灯式遠方信号機を確認することを期待していたと高い確率で考えられる。
(原文) In these circumstances I can only suggest that ..the driver.. must have relaxed his concentration on the signals for some unexplained reason, which may have been quite trivial, at any rate during the few seconds for which the Distant signal could have been seen from the engine at the speed he was running in a deceptive patch of denser fog. Having thus missed the Distant he may have continued forward past Headstone Lane station (which was not on his own side), underestimating the distance he had run from Hatch End and still expecting to see the colour light and not the Harrow semaphore stop signals which were at a considerably higher elevation. 
報告書では下り急行列車の客車7両で発生した死者が僅か7名であったことが驚くべきことであるとされた。これらの客車の一部は、新しいイギリス国鉄の標準設計（台枠に溶接された車体を備えた全鋼構造）に基づいて製造されており、古い客車よりも遥かに優れているようであった。

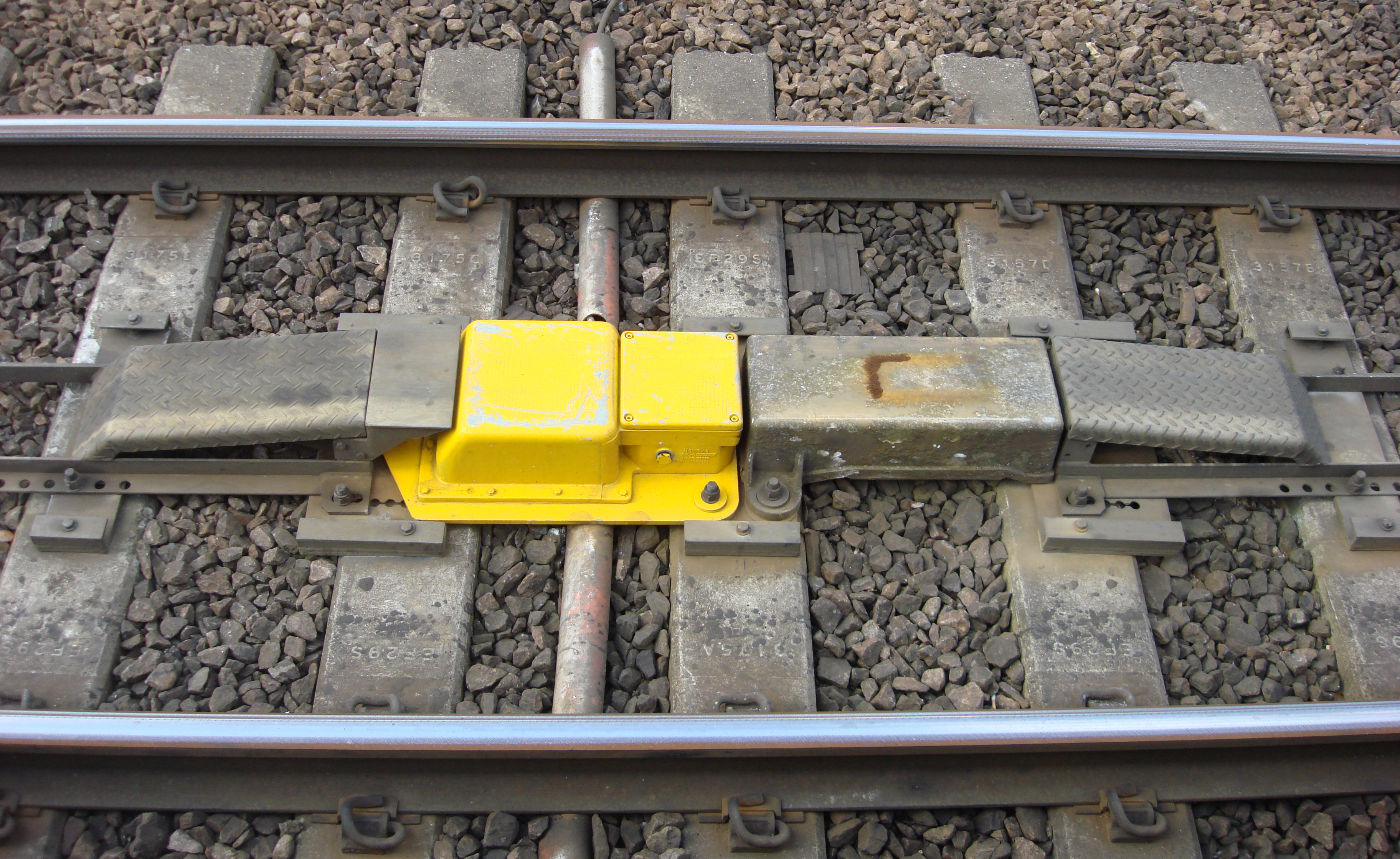
レールの間にある自動列車警報装置の地上子

鉄道の安全性は信号現示の絶対的な遵守に依存しており、報告書では運転士のミスに対応するためのより制限的な運転の取扱いは必要ないとされた。
...霧の中での列車運行規則と規制は、多くの機会で全国の運転士によって専門的なスキルとケアの助けを借りて実際に適切であることが証明されている。ハーロウで発生したヒューマンエラーのような例外的な事象を防ぐ方法は、規制をより制限し結果として列車の運行に悪影響を与えることではなく、信号機と運転台との間に積極的なリンクを提供する装置によって運転士の信号への注意を強化することである。
(原文) ...the Rules and Regulations for train working in fog have proved adequate in practice with the aid of the professional skill and care which is displayed by engine drivers throughout the country on the vast majority of occasions. The way to guard against the exceptional case of human failure of the kind which occurred at Harrow does not lie in making the regulations more restrictive, with consequent adverse effect on traffic movement, but in reinforcing the vigilance of drivers by apparatus which provides a positive link between the wayside signals and the footplate.
報告書では、注意現示の速度超過又は停止現示の冒進を運転士に警告するシステムが導入されていれば、過去41年間の事故の10%を防ぎ、それによって今回の事故による112名を含む399名の命が救われていたとされた。イギリス国鉄は、注意現示の遠方信号機へ接近していることをドライバーに警告するシステムをすでに開発しており、運転士がこれを確認しない限り自動的にブレーキが掛けられるようになっていた。報告書が発表されるまでに、自動列車警報装置を1,332マイル (2,144 km) の路線に設置する5ヶ年計画が合意された。
ハーロウで発生した非常に稀な失敗による非常に悲劇的な結果にも拘らず、イギリスの鉄道運転士全体に対する信頼を失う理由にはならず、この数年で問題がより緊急性を帯びていると考える理由はない。しかし、安全な作業のために技術者に技術援助を与えるべきであることには全員が同意しており、この後期段階では装置の設置が承認された後の整備進捗率が留まることはないはずだと私は思う。
(原文) The very occasional failures which have occurred give no grounds for loss of confidence in British railway engine drivers as a whole, and there is no reason to believe that the problem has become more urgent in the last few years, notwithstanding the exceptionally tragic results of one such failure at Harrow. All, however, are agreed that enginemen should be given their share of technical aids to safe working, and I consider that at this late stage there should be no reservations on the rate of progress once the apparatus has been approved.

## 遺産
この事故により、イギリス国鉄における自動列車警報装置 (AWS) の導入が加速した。1977年までに、イギリス国鉄の線路の3分の1にAWSが整備された。
事故の後、専門家は駅構内の線路配線を批判した。分岐器と信号所の間の転轍ロッドの長さを短く保つために緩行線と急行線の間の渡り線は駅の手前に設置されており、上り普通列車が上り急行線に入線する必要がある状態となった。渡り線はその後1962年に変更された。
事故の記念プラークは50周年を記念して2002年に発表された。また、隣接する道路に沿って地元の学校の子供たちによるウィールドストーンの歴史の場面の壁画が描かれた。
オランダのポップグループニッツは、『Harrow Accident』というタイトルの曲を発表した。

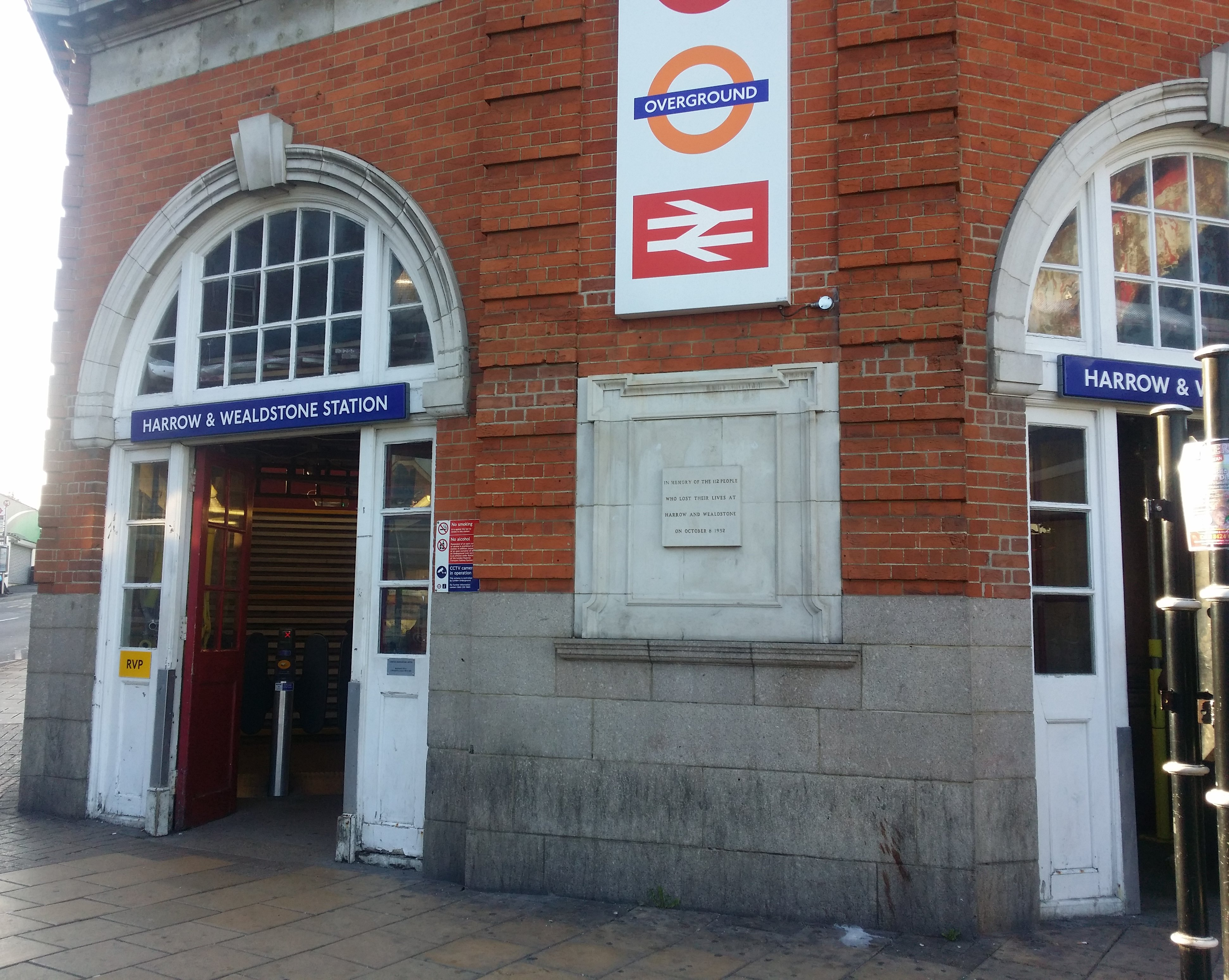
プラークの飾られたハーロウ&ウィールドストーン駅北口
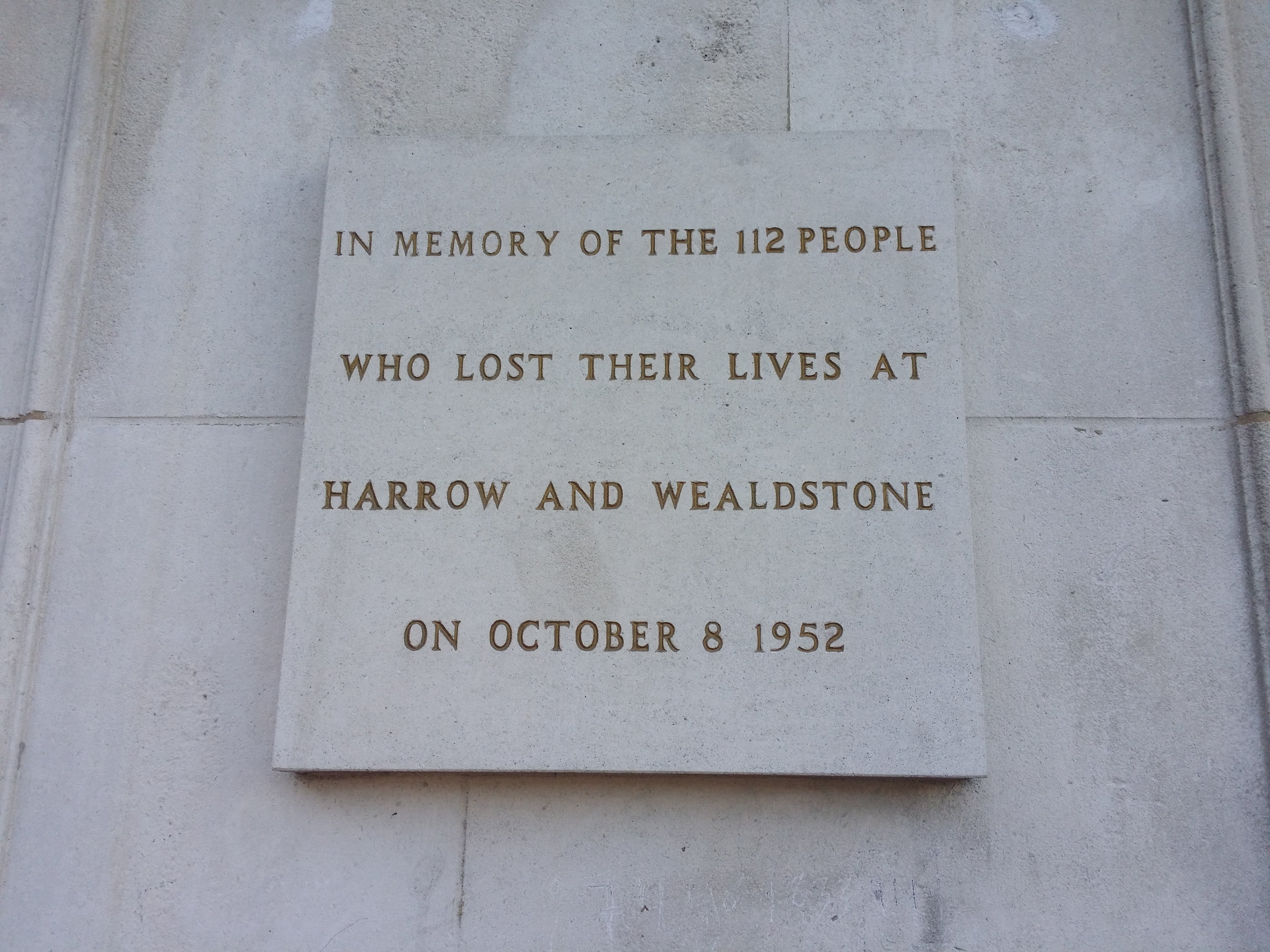
プラークの内容

## 機関車
事故に巻き込まれた機関車の状態は以下の通り。

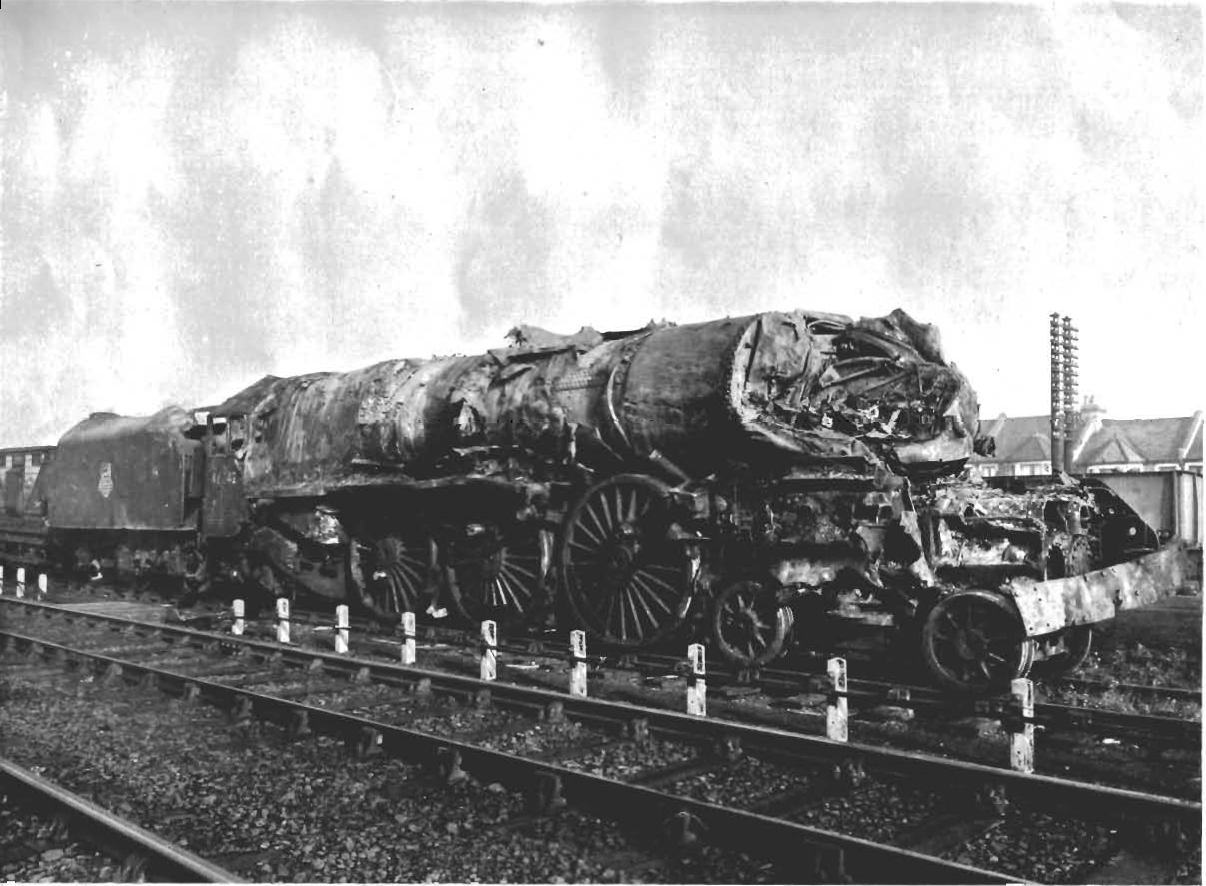
大きく損傷した上り夜行急行列車牽引機のLMSコロネーション級蒸気機関車 (No. 46242, City of Glasgow)。

1. 上り普通列車牽引機LMS 2-6-4T蒸気機関車 (No. 42389) - 損傷は受けておらず、1963年まで運用を続けた[31]。
2. 上り夜行急行列車牽引機LMSコロネーション級蒸気機関車 (No. 46242, City of Glasgow) - 大きく損傷したものの修復され、1963年まで運用を続けた[32]。
3. 下り急行列車前位牽引機LMSジュビリー級蒸気機関車 (No. 45637, Windward Islands) - 上り列車の残骸と激しく衝突した為に甚大な被害を受け、残骸は放棄・廃車された[33]。
4. 下り急行列車次位牽引機LMSプリンセス・ロイヤル級蒸気機関車（英語版） (No.46202, Princess Anne) - 先頭台車が破壊され台枠が座屈するなど甚大な被害を受け、経済的に修復が困難と判断された後廃車された[33]。この車両の廃車に伴い8形蒸気機関車 (No. 71000, Duke of Gloucester) が製造された。

下り急行列車牽引機のWindward IslandsとPrincess Anneのネームプレートはドンカスター・グラマースクールの鉄道部によって取得され、現在も学校に残されている。

### ノート
1. ↑  1番線ホーム (単式)、2・3番線ホーム (島式)、4・5番線ホーム (島式)、6番線ホーム (単式)。